# Palestrina (Latium)
Palestrina (das antike Praeneste) ist eine italienische Stadt in der Metropolitanstadt Rom in der Region Latium mit 22.138 Einwohnern (Stand 31. Dezember 2023).  Sie ist Sitz eines suburbikarischen Bistums mit der Kathedrale und einem Seminar.

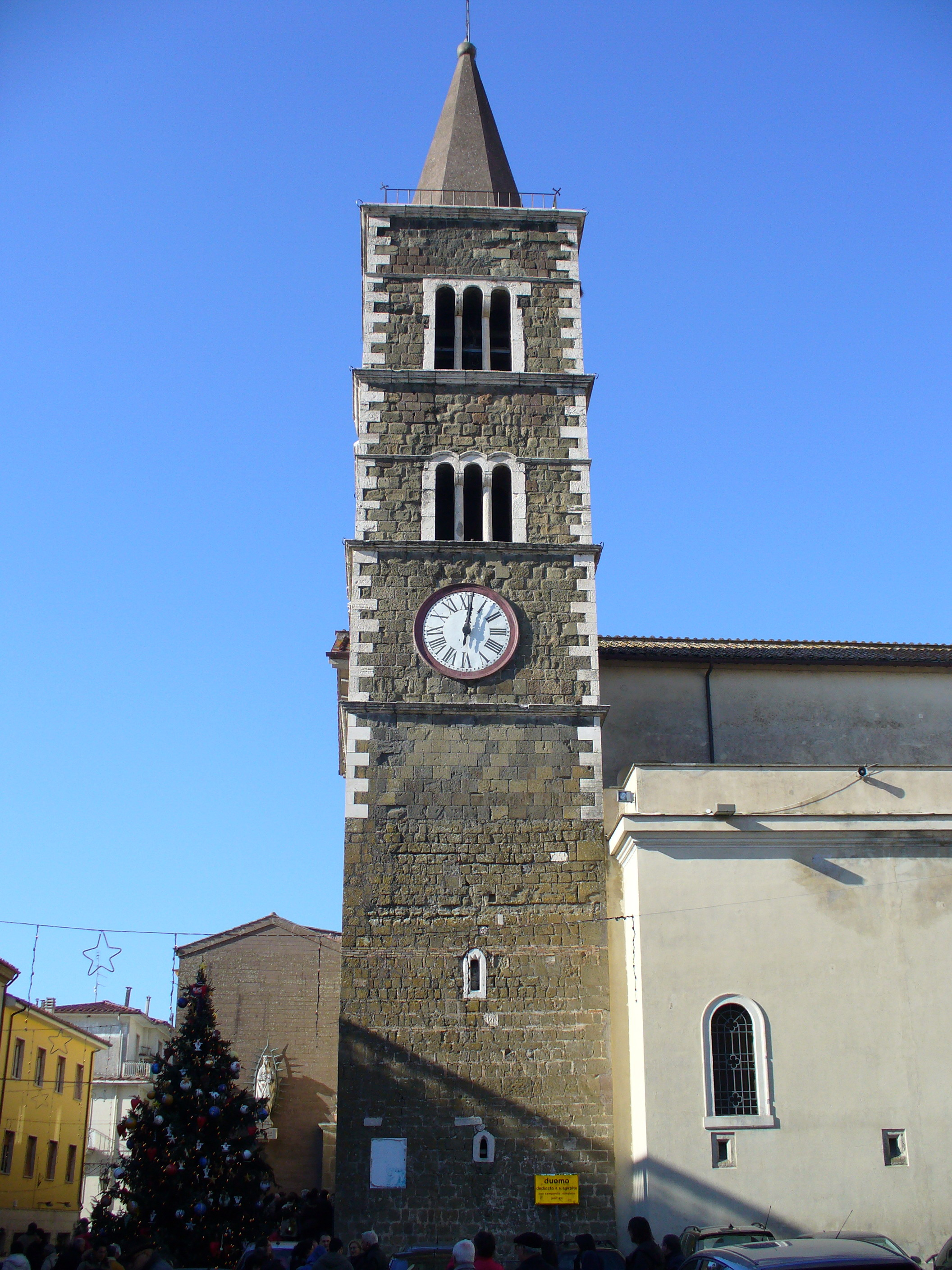
Dom Sant’Agapito

## Geographie

Lage von Palestrina in der Provinz Rom

Palestrina liegt 37 km östlich von Rom und 52 km westlich von Frosinone terrassenförmig am steilen Monte Ginestro, einem Berg am Rande der Monti Prenestini, oberhalb des Tals des Sacco. Es bietet bei guter Sicht einen Ausblick auf die Albaner Berge und bis nach Rom und zum Meer.
Eine gute Aussicht auf Palestrina hat man vom über der Stadt gelegenen antiken Arx Praenestina, heute Castel San Pietro Romano, wo um 980 eine Burg errichtet wurde, die später den Colonna gehörte.
Zur Gemeinde gehören die Ortsteile Carchitti und Valvarino.
Die Nachbargemeinden sind Artena, Castel San Pietro Romano, Cave, Gallicano nel Lazio, Labico, Rocca di Cave, Rocca Priora, Rom, San Cesareo, Valmontone, Zagarolo.
Palestrina ist Mitglied der Comunità Montana dei Castelli Romani e Prenestini.

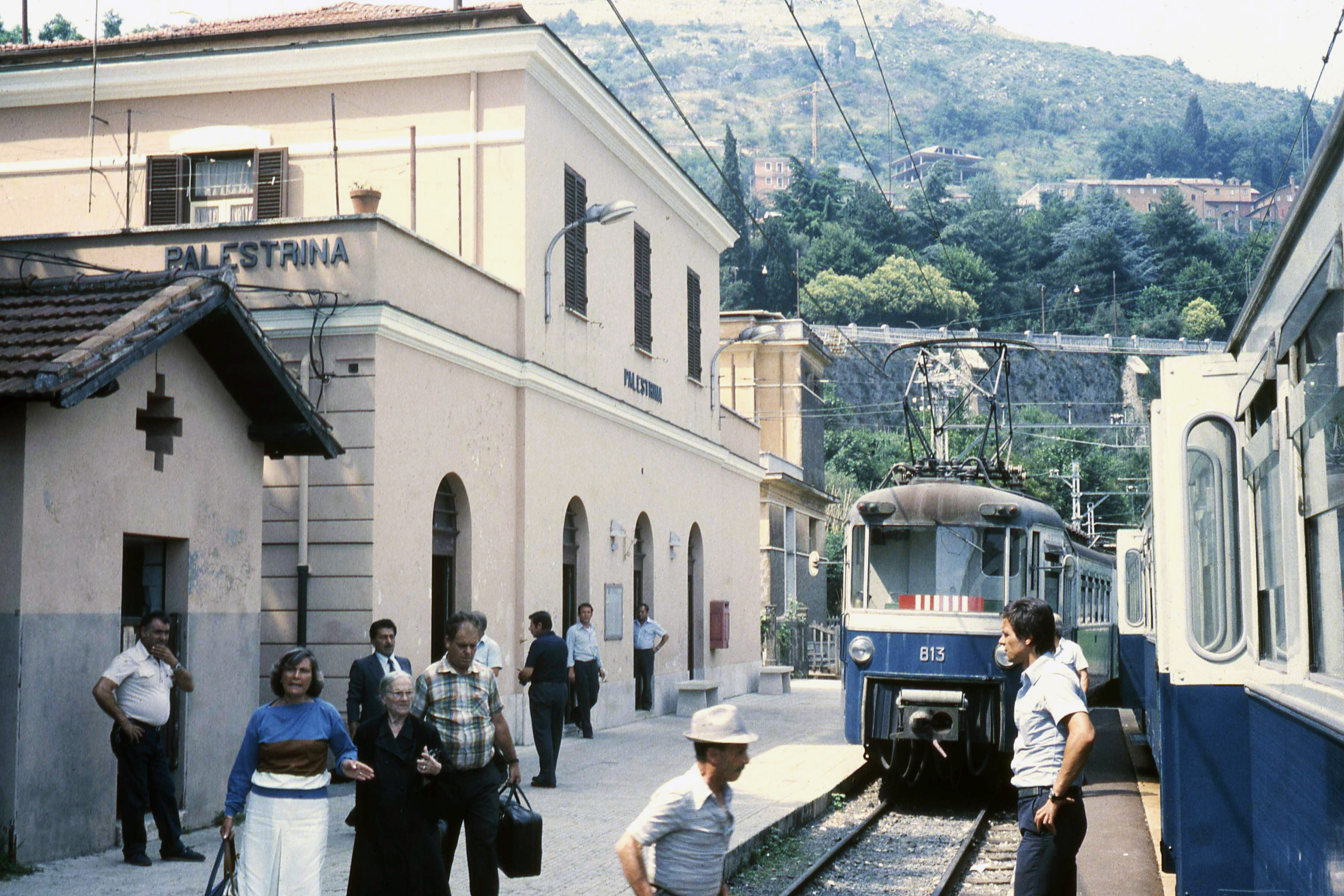
Ehemaliger Schmalspurbahnhof Palestrina (1979)

### Verkehr
Palestrina wird seit der Antike über die Via Prenestina mit Rom verbunden. Ab dem Mittelalter wurde jedoch die Via Casilina, heute Strada Statale 6, die wichtigere Erschließungsstraße. Die nächste Auffahrt der A1 Autostrada del Sole ist in 9 km Entfernung Valmontone.
Der nächste Bahnhof ist der Bahnhof Zagarolo an der Bahnstrecke Rom–Cassino–Neapel in 7 km Entfernung.
Der Bahnhof im Stadtteil Valvarino wurde 1990 wegen seiner ungünstigen Lage geschlossen und in der Folge zum großen Teil abgebaut. Die schmalspurige Bahnstrecke Roma Laziali–Frosinone mit Bahnhof in Palestrina wurde in diesem Abschnitt in den 1980er Jahren eingestellt.

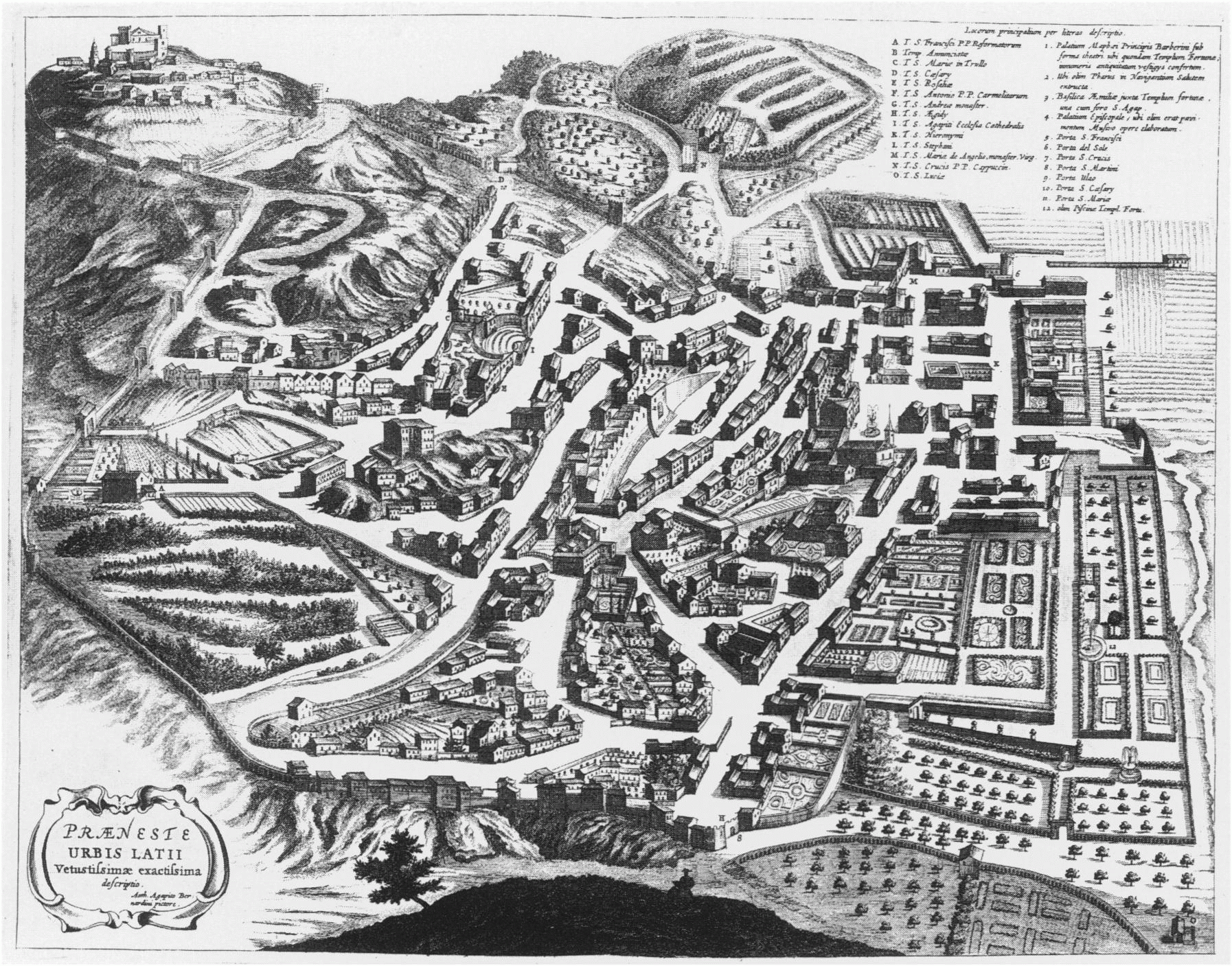
Kupferstich (43 × 33 cm) von Agapito Bernardini mit einem Vogelschaubild von Palestrina, ca. 1670

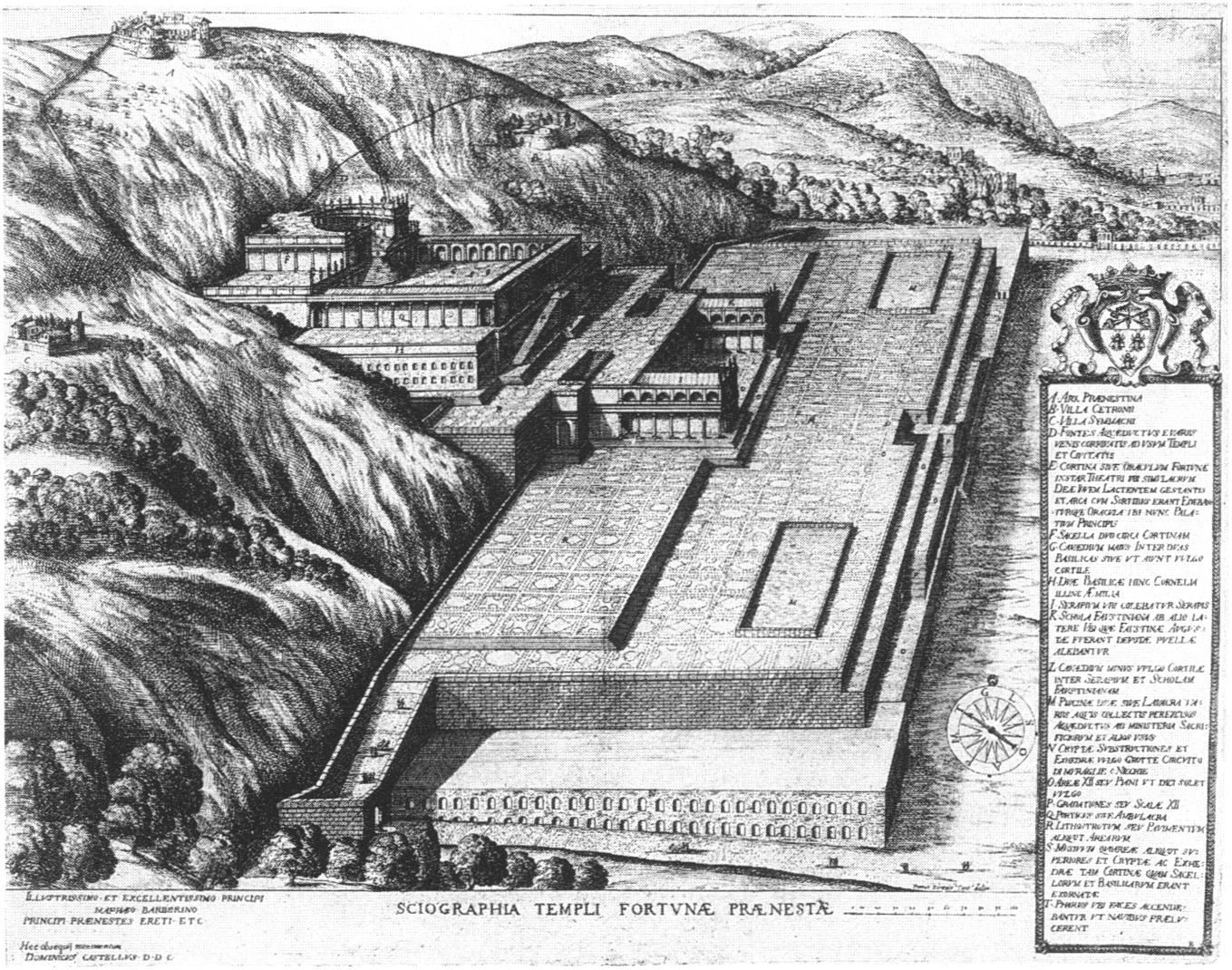
Ansicht des Heiligtums Praeneste nach einer Rekonstruktion von Pietro da Cortona.

## Geschichte
Zur antiken Geschichte von Palestrina siehe Praeneste.
Im Mittelalter wurde der auf den Terrassen des Heiligtums der Fortuna Primigenia liegende Ort Palestrina 728 erstmals wieder erwähnt, als er mit der Schenkung von Sutri zum Dukat Rom kam. 1043 kam er an das mächtige stadtrömische Adelsgeschlecht der Colonna. Diese erbauten auf der Spitze der antiken Terrassenanlage aus den Überresten des obersten Tempelgebäudes mit seinem charakteristischen Halbrund-Hof eine Burg, deren Substruktion antik ist, und die um 1500 in den bis heute bestehenden Palazzo Colonna Barberini umgebaut wurde. In dem Palazzo befindet sich heute das Nilmosaik von Palestrina. 1297 ließ Papst Bonifatius VIII., der mit den Colonna verfeindet war, die Stadt zerstören. Dieses Schicksal wiederholte sich 1437 auf Befehl von Kardinal Giovanni Vitelleschi. 1630 verkaufte Francesco Colonna für 775.000 Scudi die Stadt an Carlo Barberini, Bruder von Papst Urban VIII. Die Barberini wurden zu Fürsten von Palestrina erhoben. 1870 kam Palestrina mit dem Kirchenstaat zum Königreich Italien.
Im Zweiten Weltkrieg wurde Palestrina von den Alliierten bombardiert. Dieses Ereignis war Anlass zur Freilegung des Heiligtums der Fortuna Primigenia.

## Bevölkerungsentwicklung
| Jahr      | 1881  | 1901  | 1921  | 1936  | 1951  | 1971   | 1991   | 2001   | 2008   |
| Einwohner | 6.158 | 7.074 | 7.457 | 8.398 | 9.221 | 11.533 | 15.802 | 17.234 | 20.828 |

Quelle: ISTAT

## Politik
Seit dem 18. März 2019 übte Antonio Tedeschi als Staatskommissar die Funktion eines Bürgermeisters aus. Bei der Kommunalwahl am 9. Juni 2019 wurde Mario Moretti (Centro Destra) zum neuen Stadtoberhaupt gewählt.

### Städtepartnerschaften
- Füssen im Allgäu
- Bièvres (Essonne) bei Paris

## Bistum
Palestrina ist Sitz eines suburbikarischen Bistums; in der Liste der Bischöfe von Palestrina finden sich alle Bischöfe der Stadt; fünf davon sind später Papst geworden. Einer von ihnen, Kardinal Guarin von Palestrina (ca. 1080–1155), wurde heiliggesprochen.

## Sehenswürdigkeiten

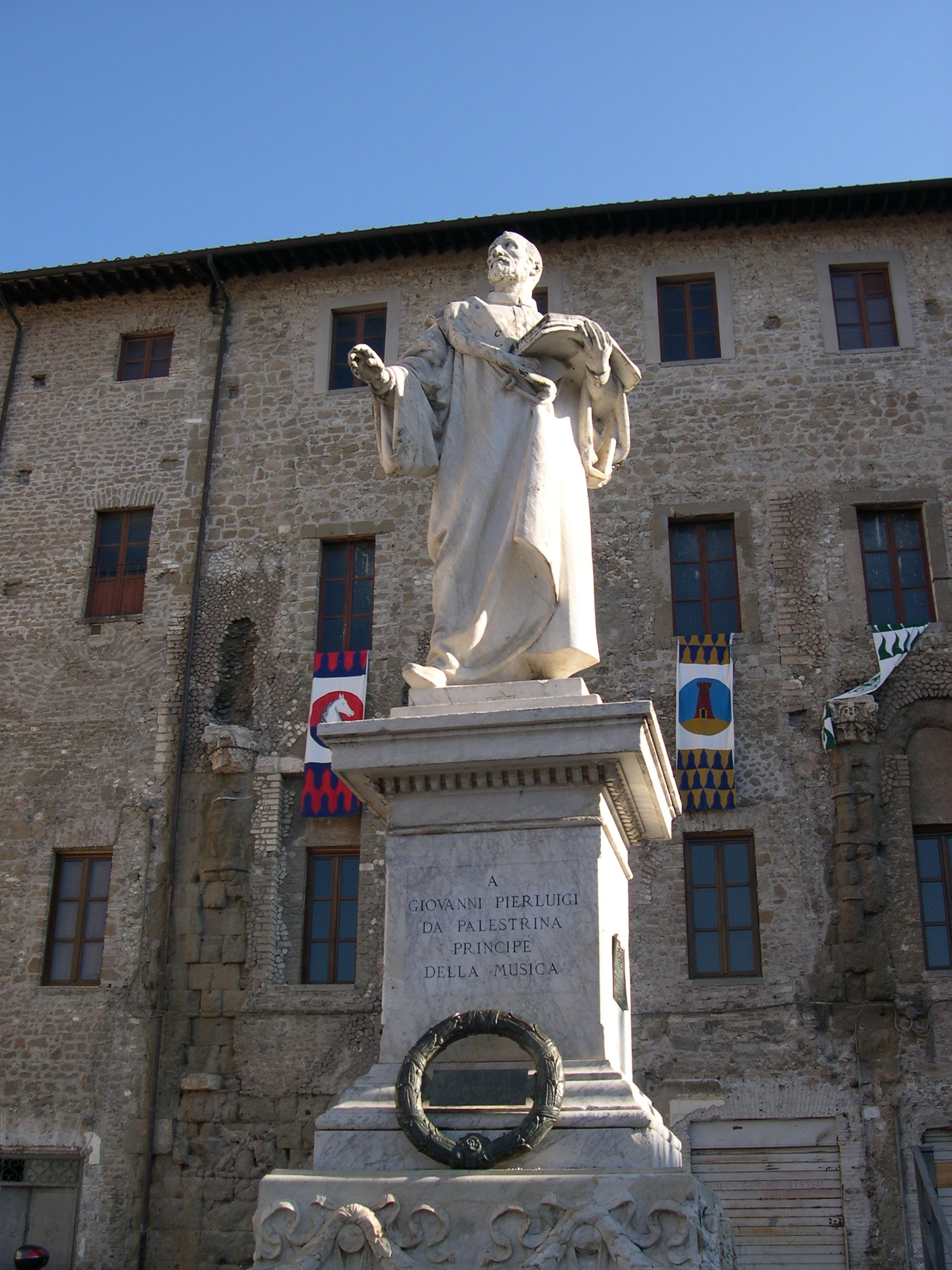
Denkmal für Pierluigi da Palestrina

- Die Altstadt liegt auf den riesigen Terrassen des Heiligtums der Fortuna Primigenia, das nach dem Zweiten Weltkrieg teilweise freigelegt wurde.
- Auf der Spitze des Heiligtums wurde der Palazzo Barberini-Colonna[5] errichtet. In ihm ist heute das Nationale Archäologische Museum untergebracht, in dem man unter anderem das berühmte Nilmosaik sehen kann.
- Auch im Geburtshaus von Pierluigi da Palestrina wurde ein Museum eingerichtet
- Im ursprünglich romanischen Dom Sant’Agapito steht eine Kopie der Pietà di Palestrina von Michelangelo. Das Original ist heute in Florenz.

## Personen mit Verbindung zu Palestrina
- Palestrina ist die Vaterstadt des berühmten Musikers Giovanni Pierluigi da Palestrina und des Bildhauers Stefano Maderno.

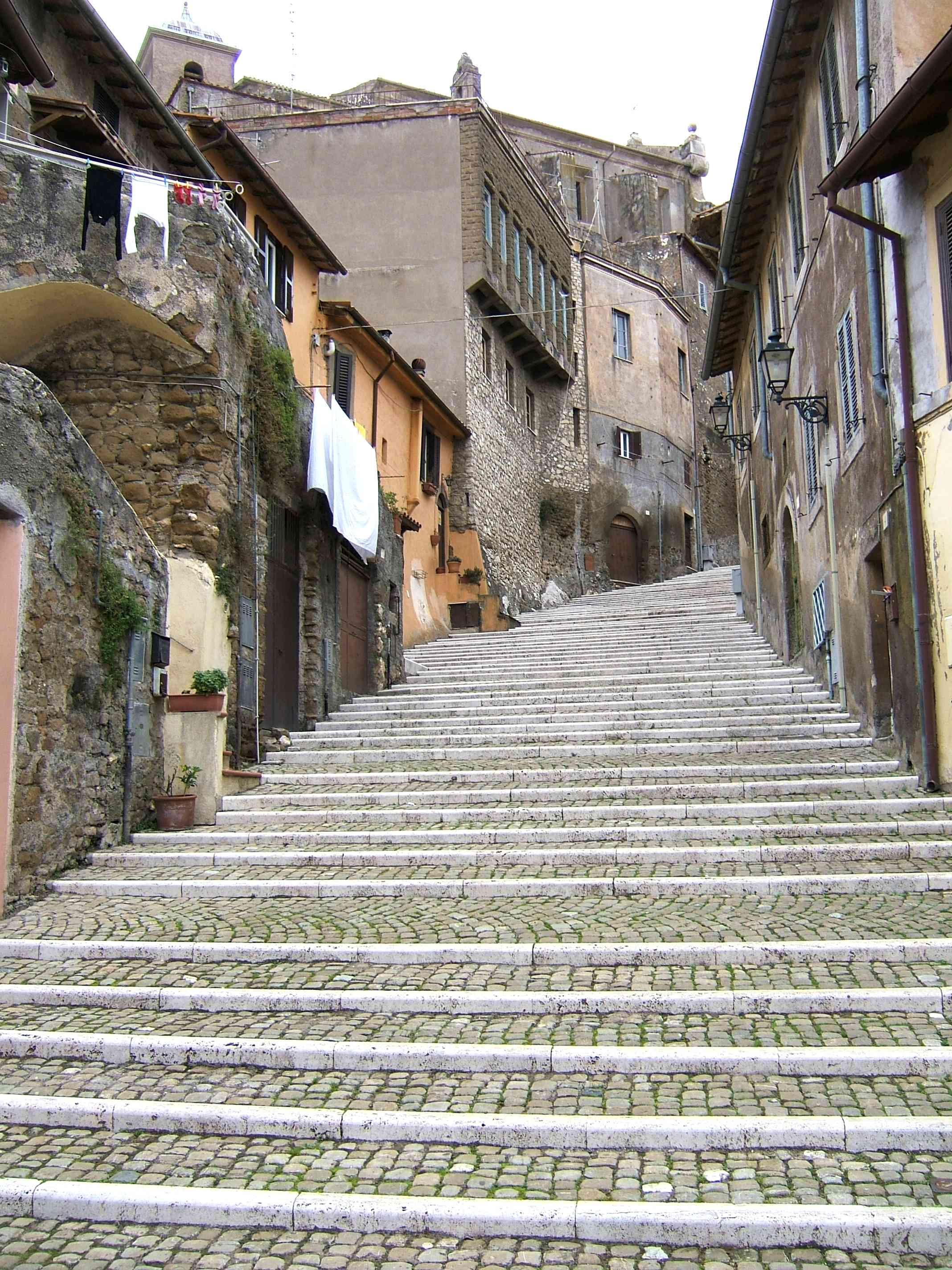
Der größte Teil der Altstadt besteht aus Treppen
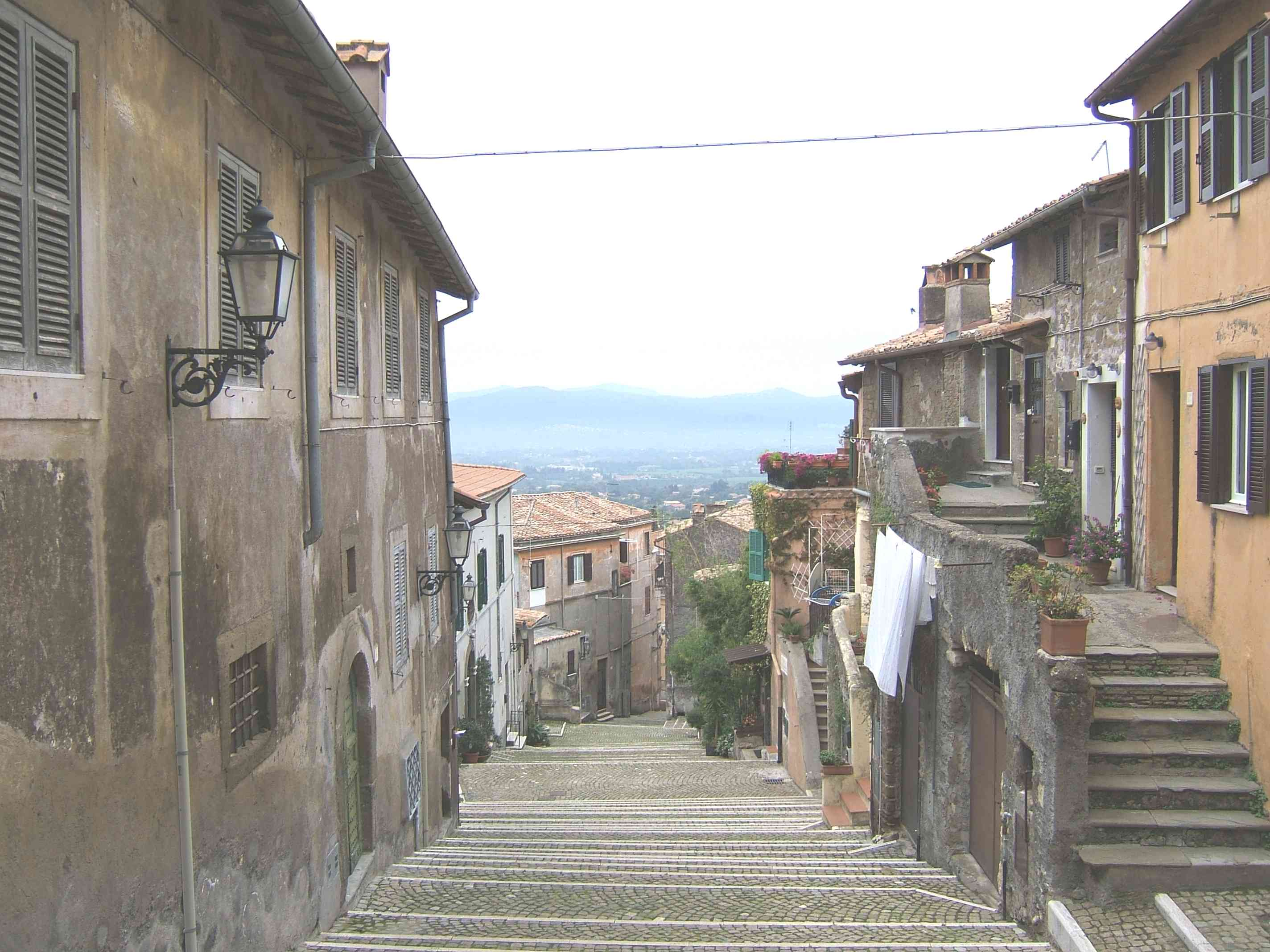
Die Brüder Heinrich und Thomas Mann verbrachten die Sommer 1895 und 1897 in Palestrina. Heinrich Mann setzte der Stadt mit seinem Roman Die kleine Stadt ein Denkmal. In seinem Lebensabriß beschreibt Thomas Mann, dass er in Palestrina mit dem Schreiben seines ersten Romans, Buddenbrooks begonnen habe.[6] In Thomas Manns spätem Roman Doktor Faustus ist Palestrina Schauplatz einer Schlüsselszene: der Begegnung der Hauptfigur mit dem Teufel. Dem Maler Fabius von Gugel erzählte Thomas Mann 1953 von einer Vision, die er 1895 im steinernen Saal in Palestrina gehabt habe, als er plötzlich mit einer Teufelserscheinung konfrontiert wurde. Nach Gugels Worten schilderte Mann, dass „er in der Nachmittagshitze, urplötzlich, auf dem schwarzen Sofa sitzend, einen Fremdling erblickt, von dem er gewußt habe, daß er kein anderer als der Teufel gewesen sei“.

- Stefano Maderno (1575–1636), italienischer Bildhauer